# Distrito de Draguignan
El distrito de Draguignan es un distrito (en francés arrondissement) de Francia, que se localiza en el departamento de Var, de la región de Provenza-Alpes-Costa Azul (en francés Provence-Alpes-Côte d'Azur). Cuenta con 12 cantones y 58 comunas.

## División territorial

### Cantones
Los cantones del distrito de Draguignan son:
1. Cantón de Callas
2. Cantón de Comps-sur-Artuby
3. Cantón de Draguignan
4. Cantón de Fayence
5. Cantón de Fréjus
6. Cantón de Grimaud
7. Cantón de Lorgues
8. Cantón de Le Luc
9. Cantón de Le Muy
10. Cantón de Saint-Raphaël
11. Cantón de Saint-Tropez
12. Cantón de Salernes

### Comunas
| 1. Les Adrets-de-l'Estérel (83001) | 2. Ampus (83003)               | 3. Les Arcs (83004)               | 4. Bagnols-en-Forêt (83008)      |
| 5. Bargemon (83011)                | 6. Bargème (83010)             | 7. La Bastide (83013)             | 8. Le Bourguet (83020)           |
| 9. Brenon (83022)                  | 10. Callas (83028)             | 11. Callian (83029)               | 12. Le Cannet-des-Maures (83031) |
| 13. Cavalaire-sur-Mer (83036)      | 14. Châteaudouble (83038)      | 15. Châteauvieux (83040)          | 16. Claviers (83041)             |
| 17. Cogolin (83042)                | 18. Comps-sur-Artuby (83044)   | 19. La Croix-Valmer (83048)       | 20. Draguignan (83050)           |
| 21. Fayence (83055)                | 22. Figanières (83056)         | 23. Flayosc (83058)               | 24. Fréjus (83061)               |
| 25. La Garde-Freinet (83063)       | 26. Gassin (83065)             | 27. Grimaud (83068)               | 28. Lorgues (83072)              |
| 29. Le Luc (83073)                 | 30. La Martre (83074)          | 31. Les Mayons (83075)            | 32. Mons (83080)                 |
| 33. Montauroux (83081)             | 34. Montferrat (83082)         | 35. La Motte (83085)              | 36. Le Muy (83086)               |
| 37. La Môle (83079)                | 38. Le Plan-de-la-Tour (83094) | 39. Puget-sur-Argens (83099)      | 40. Ramatuelle (83101)           |
| 41. Rayol-Canadel-sur-Mer (83152)  | 42. La Roque-Esclapon (83109)  | 43. Roquebrune-sur-Argens (83107) | 44. Saint-Paul-en-Forêt (83117)  |
| 45. Saint-Raphaël (83118)          | 46. Saint-Tropez (83119)       | 47. Sainte-Maxime (83115)         | 48. Salernes (83121)             |
| 49. Seillans (83124)               | 50. Tanneron (83133)           | 51. Taradeau (83134)              | 52. Le Thoronet (83136)          |
| 53. Tourrettes (83138)             | 54. Tourtour (83139)           | 55. Trans-en-Provence (83141)     | 56. Trigance (83142)             |
| 57. Vidauban (83148)               | 58. Villecroze (83149)         |                                   |                                  |